# Paul Gonzalès
Pour l’article homonyme, voir Gonzalès.
Paul Gonzalès est un sculpteur français né à Marseille le 10 janvier 1856, et mort dans la même ville le 21 avril 1938.

## Sa vie
Fils d'un industriel ayant fait fortune en Tunisie, Paul Gonzalès se forme tardivement à la sculpture auprès d'Auguste Carli qui devient son ami. Il expose au Salon à partir de 1900 et produit des bas-reliefs d'inspiration religieuse ou de la Renaissance florentine. Il est président de la section d'art religieux à l'exposition coloniale de Marseille en 1922.

## Œuvres dans les collections publiques

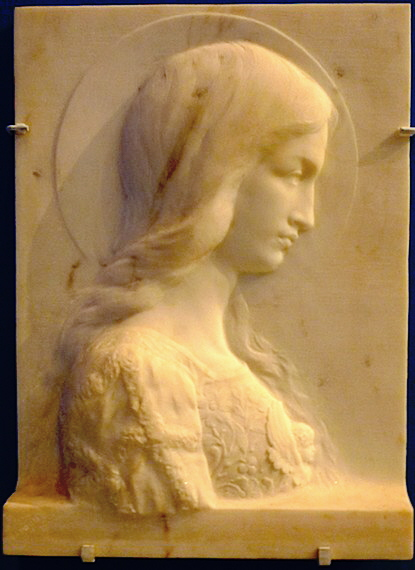
Sainte Cécile (1900), Avignon, musée Calvet.

- Aix-en-Provence, musée Granet : Le Condottiere, marbre.
- Avignon, musée Calvet : Sainte Cécile, 1900, bas-relief en marbre.
- Marseille, musée des beaux-arts :
  - Saint François, bas relief en pierre ;
  - Saint Jean, bas-relief en bronze[1] ;
  - Saint Georges, bas-relief en marbre.